# Масленников, Георгий Иванович
Георгий Иванович Масленников (6 мая 1905, Ставрополь-Кавказский, Ставропольская губерния, Российская империя — 21 ноября 1999, Москва, Россия) — советский хозяйственный, государственный и политический деятель.

## Биография
Родился в 1905 году в Ставрополе. Член ВКП(б) с 1929 года.
С 1933 года — на хозяйственной, общественной и политической работе. В 1933—1965 гг. — инструктор, начальник Заготовительного отделения, секретарь комитета ВКП(б) Сталинградского тракторного завода, 3-й секретарь Сталинградского областного комитета ВКП(б), 2-й секретарь Сталинградского областного комитета ВКП(б), 2-й секретарь Приморского краевого комитета ВКП(б), ответственный организатор Управления кадров ЦК ВКП(б), 1-й секретарь Якутского областного комитета ВКП(б), заместитель уполномоченного ЦК ВКП(б) — КПСС по кадрам в Министерстве мясной и молочной промышленности СССР, инспектор Президиума Верховного Совета СССР.
Избирался депутатом Верховного Совета СССР 2-го созыва.
Умер в Москве в 1999 году. Похоронен на Кунцевском кладбище.